# Гузардарья
Гузардарья́, (устар. Гузар-Дарья), (узб. Gʻuzordaryo) — река в Гузарском и Каршинском районах Кашкадарьинской области Узбекистана, последний левый приток Кашкадарьи. В нижнем течении, ниже города Гузар, именуется Карасу.

## Гидрологическая характеристика
Длина Гузардарьи составляет 86 км, площадь бассейна — 3220 км². Среднемноголетний расход воды за 1971—2005 гг, измеренный в кишлаке Пачкамар, составил 4,87 м³/с. При этом измеренный средний расход воды до 1970 г включительно составлял 5,47 м³/с. Питание реки образуют талые снеговые, дождевые и подземные воды. Максимальный сток отмечается с мая по август, рекордное значение составило 80 м³/с (24.05.1993 г.). Объём стока за год в кишлаке Пачкамар — 154,2 млн м³.

## Течение реки
Гузардарья образуется у юго-западного отрога Гиссарского хребта слиянием рек Катта-Урадарья и Кичик-Урадарья. В настоящее время в районе их слияния построено Пачкамарское водохранилище. Преимущественно течёт на северо-запад. В городе Гузар находится Гузарский гидроузел, который заменил все более ранние мелкие водозаборные сооружения на реке. От гидроузла отходит правобережный канал. 11-километровый бетонированный левобережный канал с расходом воды 8 м³/с дюкером пересекает Гузардарью. По течению ниже Гузара ландшафт на берегах реки меняется с горного на равнинный. Впадает в Кашкадарью в 16 км восточнее г. Карши. Сколь-либо значимые притоки отсутствуют.

## Хозяйственное использование
Гузардарья обеспечивает водой город Гузар, близлежащие кишлаки и сельскохозяйственные земли. Интенсивный водозабор начинается от селения Яртепе. Наиболее значительный водозабор осуществляется на участке от города Гузар до селенья Коштепе.